# Edlin
Edlin — построчный редактор и единственный текстовый редактор, поставляемый с ранними версиями IBM PC DOS, MS-DOS и OS/2. Несмотря на то, что в MS-DOS 5.0 и более поздних версиях заменён полноэкранным редактором MS-DOS и Блокнотом в Microsoft Windows, продолжает включаться в 32-разрядные версии текущих операционных систем Microsoft.

## История
Edlin был создан Тимом Патерсоном за две недели в 1980 году для 86-DOS (QDOS) компании Seattle Computer Products на основе контекстного редактора CP/M ED, который сам по себе является отдалённым производным от аналогичного редактора ed для Unix.
Microsoft приобрела 86-DOS и после некоторой дальнейшей разработки продавала её как MS-DOS, поэтому Edlin был включён с 1 по 5 версии MS-DOS. Начиная с MS-DOS версии 6, единственным включённым редактором был новый полноэкранный MS-DOS Editor.
Windows 95, 98 и ME работали поверх встроенной DOS, которая обозначается как MS-DOS версии 7. И в качестве преёмника MS-DOS версии 6 в неё не входил Edlin.
Однако Edlin включен в 32-разрядные версии Windows NT и её производные — вплоть до Windows 10 включительно — поскольку поддержка DOS NTVDM в этих операционных системах основана на MS-DOS версии 5. Однако, в отличие от большинства других внешних команд DOS, Edlin не был преобразован в программу Win32. Также не поддерживает длинные имена файлов, которые были впоследствии добавлены в MS-DOS и Windows.
Версия для FreeDOS была разработана Грегори Питчем (англ. Gregory Pietsch).